# Karolina Kudłacz-Gloc
Karolina Kudłacz-Gloc, née le 17 janvier 1985, est une handballeuse internationale polonaise.

## Palmarès

### Club
compétitions nationales
- championne de Pologne en 2004 (avec Gdansk)
- championne d’Allemagne en 2009, 2010 (avec HC Leipzig) et 2019 (avec SG BBM Bietigheim)
- vainqueur de la coupe de Pologne en 2005 (avec Gdansk)
- vainqueur de la coupe d'Allemagne en 2007, 2008, 2014 et 2016 (avec HC Leipzig)
- vainqueur de la supercoupe d'Allemagne en 2008 (avec HC Leipzig)

### Sélection nationale
championnats du monde
- 4e place du championnat du monde 2015
- 4e place du championnat du monde 2013